# Мелхиор
В металургията, мелхиорът е сплав на мед, основно с никел (5-30%). Името му идва от на италиански: melchior, което от своя страна е версия на френски: maillechort, в чест френските изобретатели на тази сплав, Maillot и Chorier.
Терминът „мелхиор“ понякога се отнася не само за медно-никелови сплави, но също така и за тройни сплави на мед с никел и цинк („Алпака“) и дори за посребрен месинг. Мелхиорът лесно се деформира под налягане, както в горещо, така и в студено състояние. След закаляване, има якост на опън от около 40 кг/mm2. Най-ценното свойство на мелхиора е неговата висока устойчивост на корозия в атмосферата, в прясна и морска вода. Сплав с 30% Ni, 0,8% Fe, до 1% Mn и 68,2% Cu се използва в корабоплаването. Благодарение на никела, мелхиорът, за разлика от месинга и бронза, не е с жълт, а със сребрист цвят. Заедно с високата си устойчивост на корозия, този сребрист цвят го прави предпочитан за производството на домашни прибори.